# Nathanael Caspi
Pour les articles homonymes, voir Caspi.
Nathanael Caspi (hébreu : נתנאל כספי ; provençal/shuadit : Bonsenior Macif de Largentera) est un philosophe et exégète juif provençal des XIVe et XVe siècles.

## Éléments biographiques
Nathanael ben Nehemia Caspi a vécu en Provence à la fin du XIVe siècle et au début du XVe siècle. Il y a étudié auprès de Frat Maïmon, sous la direction duquel il a réalisé son premier travail, en 1424.

## Œuvre
Nathanael Caspi est l'auteur des livres suivants :
- un commentaire du Kuzari de Juda Halevi, basé sur la traduction hébraïque de Juda Cardinal. Ce commentaire, qui s'inspire des cours dispensés par Frat Maïmon, est contemporain à ceux de ses condisciples, Vidal Farissol et Salomon Vivas. Il est conservé à la Bibliothèque nationale de France (Bibliothèque Nationale, Paris, MS. n° 677) ;
- un commentaire sur le Rouah Hen (Souffle de grâce), qui traite de la terminologie de Moïse Maïmonide (BnF, Paris, n° 678, 3 ; Parme, n° 395) ;
- un commentaire sur le Traité des huit chapitres de Maïmonide (BnF, Paris, n° 678 ; Parme, n°. 395) ;
- Likkoutot, un recueil de commentaires sur le Pentateuque (Munich MS. n° 252). Ces notes sont basées sur celles de Joseph Official. De nombreux rabbins de l'est de la France y sont cités, et ils contiennent de nombreux mots et phrases en vieux français.

## Source
Cet article contient des extraits de l'article « CASPI, NATHANAEL BEN NEHEMIAH » par Richard Gottheil & Isaac Broydé de la Jewish Encyclopedia de 1901–1906 dont le contenu se trouve dans le domaine public.